# Shelter 2
Shelter 2 är ett open world-spel med fokus på överlevnad, utvecklat av Might and Delight till Windows, Mac OS och Linux. Spelet är en uppföljare till Shelter från 2013. Det gavs ut den 9 mars 2015, och, liksom dess föregångare, gjordes det tillgängligt på Steam som ett digitalt nedladdningsbart spel.  
Ett expansionspaket, Shelter 2: Mountains, släpptes den 25 augusti 2015. 

## Spelupplägg
I Shelter 2 styr spelaren ett lodjur som tar hand om sina ungar genom att mata dem och skydda dem från faror. Spelet strävade efter att innehålla nya typer av rörelser jämfört med originalet, en större variation av byten och en större öppen värld som ändras med de fyra årstiderna. Extra instruktioner finns att tillgå för spelaren, som exempelvis att visa ungarna hur de dricker vid en flod. Spelaren måste se till att ungarna är tillbaka i familjens lya under nattetid. Årstiderna påverkar vilken föda och vatten som finns tillgängligt.
Spelet börjar med att lodjuret är dräktigt och förbereder en lya. Spelaren kan namnge var och en av ungarna och de som överlever en spelgenomgång är spelbara som nästa generation av familjen.

## Utveckling
Might and Delight offentliggjorde utvecklingen av Shelter 2 i mars 2014 och släppte en teaser samt satte ett utgivningsdatum till hösten 2014. Spelet senarelades i oktober 2014 till den 9 mars 2015 efter att utvecklarna utannonserat att ett spel, The Blue Flamingo, skulle ges ut först.

## Mottagande
Shelter 2 fick på recensionsammanställningssidan Metacritic en poäng på 58%. Gamespot gav spelet betyget 6 av 10 och sade att det "har den rätta andan, de rätta idéerna, och det är åter hindrat av dess oförmåga att gå den extra, nödvändiga sträckan för att göra dem rättvisa". Destructoid var mer kritiskt och gav poängen 3 av 10 och uttryckte att "någonting gick fel någonstans längs vägen."